# Alfred Steinert
Friedrich Georg Alfred Steinert (ur. 30 marca 1879 w Opolu (Oppeln), zm. 29 czerwca 1963 w Zittau) – nauczyciel gimnazjum opolskiego, historyk dziejów miasta, bibliotekarz, archiwariusz miejski i dyrektor muzeum opolskiego (obecnie Muzeum Śląska Opolskiego) (pełniący tę funkcję do 1945 roku).
Pochodził z rodziny Hermanna Steinerta, feldfebla 10 kompanii Górnośląskiego Regimentu Piechoty Nr 63 stacjonującej w Opolu i Babetty z domu Glowka. Rodzice byli wyznania ewangelickiego. Mieszkał przy ulicy Ludwigstrasse 10 (obecnie) Powstańców Śląskich. Alfred Steinert na co dzień używał tylko trzeciego imienia.
Ukończył w 1901 roku opolskie gimnazjum, a następnie rozpoczął studia na uniwersytecie we Wrocławiu. Studiował historię i języki starożytne. Z dwiema półrocznymi przerwami studiował do 1907 roku. Nie obronił jednak końcowego dyplomu. W latach 1910–1914 pracował w Archiwum Miejskim we Wrocławiu.
Alfred Steinert w znacznym stopniu przyczynił się do oszacowania stanu zasobu opolskiego archiwum. Według jego zestawienia, w roku 1936 w archiwum znajdowało się 35 dokumentów pergaminowych, 94 papierowe, 236 ksiąg odręcznie pisanych i 553 jednostki archiwalne z lat 1322–1913. Spisał on również inne archiwalia znajdujące się na terenie miasta Opola.
Ogromną zaletą jego prac historycznych jest szerokie wykorzystanie źródeł archiwalnych, które w dużej mierze zostały zniszczone podczas II wojny światowej.
Alfred Steinert zmarł w Zittau. Jego prochy są pochowane w anonimowym grobie zbiorowym w krematorium miejskim i cmentarzu urn przy Görlitzer Str. 55B w Zittau.

## Publikacje
Dzieła zwarte:
- Aus dem Leben der Evangelischen Gemeinde Oppelns in vorprusischer Zeit. W: Geschichte der evangelischen Kirchengemeinde Oppeln. Oppeln 1911.
- Geschichte der Juden in Oppeln, Fest und Gedenkschrift der Oppelner Synagogengemeinde zur Erinnerung an das fünfundzwanzigjährige Bestehen der neuen Synagoge, Oppeln 1922.
- Oppelns Werdegang. Originalstudie im Auszug auf Grund archivarischer Quellen und einschlägiger Literatur. W: Adressbuch für die Stadt Oppeln, 1924.
- Aus der Geschichte der Schützengilde zu Oppeln OS. 1435–1925: Zum Einweihungsschiessen d. neuen Schießstände d. Schützengilde Oppeln v. 10. bis 15. Mai 1925.
- Einst und jetzt. Ein kurzer Überblick über die Geschichte d. evangelischen Gemeinde zu Oppeln. Erster Oberschlesischer evangelischer Volkstag, 1925.
- Oppeln. Aus unser Vater Tagen, 1927.
- Geschichte der Freien Fleischerinnung Oppeln, Oppelner Nachrichten 1927.
- Festschrift für die Wiedersehensfeier der ehem. Schüler des Staatl. kath. Gymnasiums zu Oppeln 1930.
- Handel und Wandel im alten Oppeln – Festschrift Katholischer Kaufmanischer Verein, 1930.
- Die Piastenstadt Oppeln. Ein kurzer Abriss ihres Werdegangs – Festschrift Katholischer Kaufmanischer Verein, 1930.
- Eine Wanderung durch die Feststadt – Festschrift Katholischer Kaufmanischer Verein, 1930.
- Oppeln, die Piastenstadt – 9. Verbandstag Oberschlesischer Provinzialverband Uhrmacher und Goldschmiede, 1930.
- Aus der ältesten Geschichte der Stadtsparkasse in Oppeln – 90 Jahre Stadtsparkasse Oppeln, 1930.
- Oppelns Werdegang – Festschrift aus Anlass des 9. Landesverbandstages d. Zentralverbands dt. Kriegsbeschädigter Landesverband Oberschlesien, 1931.
- Festschrift zur 400. Jahrfeier der freien Bäckerinnung zu Oppeln, 1931
- 100 Jahre Erdmann Raabe, Oppeln. 22 April 1933.
- Deutschtum und Heldentum in der Oppelner Stadtgeschichte, Jahrbuch d. dt. Kriegsopfer, 1934.

Artykuły w gazetach i czasopismach:
Oppelner Zeitung:
- 1910, nr 74 – Oppeln Anno 1805.
- 1910, nr 261 – Oppelner Studenten.
- 1911, nr 2, 3 – Markgraf Georg von Brandenburg und seine Beziehungen zu Oppeln.
- 1913, nr 63–65 – Vor Hundert Jahren.
- 1913, nr 287 – Hundert Jahre Communalfriedhof in Oppeln.
- 1924, nr 62 – Aus der Grundungsgeschichte der Oppelner handelskammer.
- 1924, nr 65 – Aus der Grundungszeit der Darlehnskassensvereine im Kreise Oppeln.
- 1924, nr 74 – Die Anfange des Oppelner Vorschutzverein.
- 1924, nr 75, 76 – Der Oppelner Stadtplan von 1734.
- 1924, nr 77 – Aus der Geschichte Oppelns vor 60 Jahren.
- 1924, nr 82 – Aus vergilbten Blattern.
- 1924, nr 82 – Was der Ratsherr Joh. Boyadell uber die alte Richtstätte in Oppeln anno 1844 erzahlt hat.
- 1924, nr 86 – Das musikliebende Oppeln des Jahres 1865.
- 1924, nr 88, 89 – Die Oppelner Friedhofsfrage.
- 1924, nr 91, 92 – Das Oppelner Schlossinventar vom Jahre 1647.
- 1924, nr 93 – Alte hauserinschriften in Oppeln.
- 1924, nr 98, 99 – Aus der Geschichte der ältesten Oppelner Apotheke.
- 1924, nr 101, 102 – Die Oppelner Pascheke.
- 1924, nr 110 – Zeugen den Vergangenheit.
- 1924, nr 191 – Oppeln einst eine Reiterstadt.
- 1924, nr 249, 250 – Emin Pascha, ein Oppelner Kind.
- 1924, nr 252 – Von Oppelner Kirchengrundungen.
- 1924, nr 252 – Ein geschichtliches Ereignis der Schutzengildie.
- 1924, nr 257, 258 – Aus der Geschichte der Oppelner Friedhöfe.
- 1924, nr 263 – Aus der Geschichte des reisigen Geschlechts Proskow in Piastischer Zeit.
- 1924, nr 274 – Zum hundertjährigen bestehen der Lowenapotheke.
- 1924, nr 280 – Zum 50 jahrigen Bestehen der evang. Kapelle in Schulenburg. 1874–1924.
- 1925, nr 36 – Aus der Geschichten der Oppelner Wasserbauten. 1848–1913.
- 1925, nr 285 – Das Oppelner Observantenkloster z. heil. Barbara.
- 1926, nr 41 – Oppelner Ungluckstage. Die Grosse Überschwemmung vor 50 Jahre. 1876.
- 1926, nr 91 – Was man sich von der alten Richtstätte in Oppeln erzahlt.
- 1926, nr 109 – Vorläufer gesundheitlichen Bestrebungen in Oppeln.
- 1926, nr 113 – Oppelner Arzte aus vier Jahrhundert.
- 1926, nr 128 – Die Bedeutung des Fronleichnam in Alt-Oppeln
- 1928, nr 113 – Bau Geschichtliches und heraldisches von der früheren Antoniuskapelle in der evang. Kirche.
- 1928, nr 149 – Wie einst zu Neiße ein Oppelner Furst gerichtet ward.
- 1928, nr 245 – Dichtung und Wahrheit vom Oppelner Piastenschloss.
- 1928, nr 278 – Ein alter heimische Kulturort. Zum 700 jährigen Jubiläum d. Czarnowanzer Klostergrundung.
- 1930, nr 29 – Der rote Hahn über Oppeln (1615). Aus d. Schicksalsbuch e.Oppelner Kürschner Innung.
- 1930, nr 51 – Aus dem Schicksalsbuch der Oppelner Kürschner. Wie die Zunft wieder zu ihrem Rechtsbrief kam.
- 1930, nr 117 – Oppelner Schutzentracht einst und jetzt.
- 1930, nr 129 – Aus der Geschichte der Oppelner Jesuitenkirche. Auch damals gab es Bauruinen.
- 1930, nr 211 – Zum Oberschlesischen Uhrmachertag. Der Oppelner „Saygersteller”. Seine tatigkeit u. I. Jahreslohn.
- 1930, nr 229 – Wie Oppeln zur Regierungsbehorde kam.
- 1930, nr 258/259 – Was erwartet Oppeln – Stadt und Land von der Osthilfe?
- 1930, nr 293 – Oppelns älteste Vergangenheit.
- 1931, nr 116 – Überraschungen in Oppelner Boden. Pfahlbau und Töpferofen.
- 1931, nr 151 – Der 400 Geburtstag der Backerinnung. Oppeln war einmal verpfandet!
- 1932, nr 270 – Die Glocke von St.Sebastian.

Oppelner Nachrichten:
- 1913, nr 287 – 100 Jahre Kommunalfriedhof
- 1920, nr 3 – Aus Oppelns vergangenen Tagen. I. St. Barbara vor dem Beuthener Tor in Oppeln.
- 1920, nr 31–33 – II. Die Oppelner Oder-Inseln.
- 1920, nr 72 – III. Oppelner Arzte 1584–1812.
- 1920, nr 94 – IV. Oppelner Apotheken 1556–1824.
- 1920, nr 240 – V. Die Oppelner Innungen.
- 1920, nr 268, 270 – VI. Stadt, Schloss und herschafft Oppeln am Ende der Piastenzeit (1532).
- 1921, nr 4 – VII. Die Grabstätten der Oppelner Piasten.
- 1921, nr 205, 210 – VIII. Die herzogliche nachmals kaiserliche Munze in Oppeln.
- 1922, nr 29 – IX. Schatzgraberei und Hochgericht.
- 1922, nr 56, 59 – X. Die kleinen Kirchen und Kapellen des Mittelalters und der Neuzeit.
- 1921, nr 48, 51 – Bischof Johannes Kropidlo, Herzog von Oppeln.
- 1921, nr 60 – Unsere Heimat (Zum Abstimmungstage 20.03.1921).
- 1922, nr 121 – Das tragische Ende des Herzogs Nikolaus des Zweiten von Oppeln am 27.06.1497.
- 1922, nr 129 – Oppeln als Garnisonstadt
- 1922, nr 144, 205 – Streifzuge durch das Oppelner Museum.
- 1922, nr 179 – Ein Stadtgeschichtlicher Gedenktag 1.09.1322 über das Fahrrecht der Stadt Oppeln bei Überschwemmungen.
- 1924, nr 83 – Der Schatz des letzten Oppelner Piasten.
- 1924, nr 111 – Zwei kromme Erzählunger über die Errichtung der beiden Oppelner Kreuzkirchen.
- 1924, nr 117 – Ein Oppelner Promenadenplan vor 92 Jahren.
- 1924, nr 122 – Aus der Frühzeit des Oppelner Verschonerungsvereins.
- 1924, nr 123 – Die Oppelner Jezuitenniederlassung bei Ihrer Aufhebung im Jahre 1773.
- 1924, nr 128 – Bilder aus der Garnison Oppeln.
- 1924, nr 134 – Der Oppelner Stadtplan von 1863.
- 1924, nr 139 – Aus der Geschichte von Oppeln-Sacrau.
- 1924, nr 142 – Fronleichnam im alten Oppeln.
- 1924, nr 144, 150, 154 – Die ältesten Oppelner Stadtplane.
- 1924, nr 168, 174, 180, 198 – Das Oppelner Gewerbe vor hundert Jahren.
- 1924, nr 192 – Oppeln als Kavalleriegarnison.
- 1924, nr 210 – Zum 100 jahr Bestehen der Firma M. Friedlander in Oppeln.
- 1925 – Aus der Geschichte der St.Barbarakirche von Oppeln (1473–1812).
- 1925, nr 108, 112 – Die ältesten Satzungen der Oppelner Schutzengildie
- 1925, nr 125 – Die Tracht der Oppelner Schutzengildie im Wandel der Jahrhundert.
- 1931, nr 151 – 400 Jahrfeier der Oppelner Backerinnung.

Oppelner Heimatblatt:
- 1925/26, nr 18 – Aus der Geschichte der St.Barbarakirche von Oppeln (1473–1812)
- 1925/26, nr 19 – Die Herren von Proskau in Mittelalter.
- 1928/29, nr 8 – Kulturelle und geschichtliche Verbundenheit von Dorf und Stadt.
- 1929/30, nr 12 – Ein Streifzug durch die Kulturhistorische Abteilung des Stadtischen Museums Oppeln.
- 1930/31, nr 1 – Oppelner Osterbrauch in alter Zeit.
- 1930/31, nr 1–3 – Fürstliche Grabstatten in Oppelner Kirchen.
- 1930/31, nr 3 – Der Proskowski-Stein.
- 1930/31, nr 6 – Welches ist die hauptfarbe im Oppelner Stadtwappen und im oberschlesischen Provinzwappen.
- 1930/31, nr 6 – Wahrheit und Dichtung vom „Oppelner Hungerturm”.
- 1930/31, nr 11 – Steinerne Zeugen der Vergengenheit in Oppeln. Das Ringeckhaus nr 1, 16, Das Haus Tuchmarkt nr 7.
- 1931/32, nr 6 – Steinerne Zeugen der Vergengenheit in Oppeln. Das Ringeckhaus nr 16.
- 1931/32, nr 6 – Ein oberschlesischer Gedenktag.
- 1931/32, nr 8 – Altes und neues Schloss in Oppelner
- 1931/32, nr 12 – Zum andenken an Johannes, den letzten Oppelner Piastenherzog.
- 1932/33, nr 2–3 – Was uns die älteste Urkunde über das jetzige Oppelner Museumsgebaude, Tuchmarkt 7, erzahlt.
- 1932/33, nr 5, 8 – Aus der Geschichten des neuen Oppelner Museumsheimes.
- 1933/34, nr 1 – Ostertermine und Ostergaben im alten Oppeln
- 1933/34, nr 3 – Massengräber in Oppeln.
- 1933/34, nr 12 – Die ältesten deutschen Burgernamen in Oppeln 1274–1530.
- 1934/35, nr 1–4 – Oppelner Stadturkunden
- 1934/35, nr 7 – Der Erweiterungsbau des Oppelner Rathauses von 1589 bis 1593.
- 1934/35, nr 10 – Ein Oppelner 1327 Hoflieferant des Herzogs Bolko von Falkenberg.
- 1934/35, nr 11 – Die Papierurkunden, Folianten und Akten des Oppelner Stadtarchivs.
- 1934/35, nr 11 – Berühmte Oppelner

Oppelner Kurier:
- 1931, nr 176 – Aus der Geschichte des Oppelner Backerhandwerks.
- 1934, nr 282 – Die 101 jährige Geschichte des alten Regierungsgebaudes.

Der Oberschlesier: Organ des Bundes Deutscher Osten u. d. Vereinigung für Oberschlesische Heimatkunde:
- 1928, nr 12 – Czarnowanz und Oppeln.
- 1929, nr 12 – Ein Gang durch das Erinnerungsheim des ehem. Inft.Rgts. 63 in Oppeln.
- 1931, nr 13 – Handwerkskunst im Oppelner Museum.
- 1932, nr 3 – Der Schatz und das politische Testament den letzten Oppelner Piastenherzogs Johannes.
- 1936, nr 11 – Aus der Geschichte des Oppelner Rathauses.
- 1938, nr 8 – Karl Ignaz Lorinser
- 1938, nr 3 – Theodor Gottlieb von Hippel, der Schöpfer des „Aufruf an mein Volk”

Heimatkalender für den Kreis Oppeln:
- 1926 – Emin Pascha, ein Oppelner Kind.
- 1927 – Die Robot der Oppelner Herrschaftsbauern im Ausgang des Mittelalters.
- 1928 – Dom Kreise Oppeln
- 1928 – Ein Gang durch die Geschichte des Kreises Oppeln.
- 1929 – Aus der Baugeschichte des Oppelner Piastenschlosses.

Oppelner Heimatkalender:
- 1930 – Alte Stadtmauer (Oppeln)
- 1930 – Alte Giebelinschriften in Oppeln
- 1930 – Sechs Inschriften aus dem Städtischen Museum in Oppeln.
- 1931 – Die Oppelner Jesuitenkirche zur hl. Dreifaltigkeit.
- 1931 – Das Oppelner Gymnasialgebaude einst und jetzt.
- 1931- Wer was Andreas Pavlotzka?
- 1931 – Volkskundliches aus Alt Oppeln.
- 1932 – Ein wichtiger Gedenktag für Oppeln und die Oberschlesische Heimat.
- 1932 – Dr. Johannes Karl Stock.
- 1935 – Ein Turmschicksal.

Oberschlesische Morgenzeitung:
- 1924, nr 68 – Aus der Frühzeit der Stadtsiedelungen in Oberschlesien.

Oberschlesische Heimatkalender:
- 1928 – Oppeln
- 1929 – Stadt, Schloss und Herrschaft Oppeln am Ende der Piastenzeit.
- 1930 – Die Oppelner Jezuitenniederlassung bei Ihrer Aufhebung im Jahre 1773.

Zeitschrift d. Landwirtschaftskammer Oberschlesien:
- 1930 – Die Stadt Oppeln. Ein Kurzer Abris ihrer Entwicklung.

Kulturarbeit in Oberschlesien:
- 1935 – Aus der Geschichte des alten Regierungsgebaudes in Oppeln.

Schlesische Backer u.Konditor Zeitung:
- 1931 – Zum Jubelfest der Freien Backerinnung Oppeln.

Wir Schlesier:
- 1928/29 – Emin Paschas Leben und Wirken.

Deutsch Kulturdenkmaler in Oberschlesien:
- 1934 – Das Oppelner Piastenschloss von 1532–1928

Eutonia:
- 1830 – Neues Singinstitut in Oppeln.

Adressbuch der Landkreises Oppeln 1926:
- Aus der Geschichte des Kreises Oppeln.